# 香港電視娛樂劇集列表
本條目主要列出由香港電視娛樂或相關公司製作，並曾於或未於ViuTV播映的所有電視劇集。